# Pella, Iowa
Pella är en stad (city) i Marion County, i delstaten Iowa, USA. Enligt United States Census Bureau har staden en folkmängd på 10 360 invånare (2011) och en landarea på 22,6 km².